# Римар Володимир Іванович
Володи́мир Іва́нович Ри́мар — заслужений тренер, заслужений працівник фізичної культури і спорту України, майстер спорту СРСР з дзюдо.

## Короткі відомості
Станом на 2016 рік — тренер-викладач відділення комунального закладу «Школа вищої спортивної майстерності» Черкаської обласної ради.
Його вихованці — учасник Олімпійських ігор-2004 Бобон Віталій, триразова чемпіонка світу із самбо — Стародубінська Ольга, заслужені майстри спорту України з боротьби самбо — Марина Прищепа, Асцатуров Армен, Сапсай Анастасія Іванівна.